# Wawrzyniec Bartnik
Wawrzyniec Bartnik (ur. 10 grudnia 1995 w Częstochowie) – polski zawodnik mieszanych sztuk walki (MMA) walczący w wadze półśredniej. Od 23 listopada 2024 roku jest mistrzem organizacji FEN w wadze półśredniej. Były zawodnik Brave CF.

## Osiągnięcia

### Mieszane sztuk walki
- Fight Exclusive Night
  - 2024-nadal: Mistrz FEN w wadze półśredniej
  - Bonus za walkę wieczoru (dwa razy) vs. Jacek Jędraszczyk, Bartłomiej Dragański[4][5]
  - Bonus za nokaut wieczoru (trzy razy) vs. Mohamed Zarey, Władimir Bykow, Mansur Abdurzakow[6][7][8]

## Lista zawodowych walk w MMA
| Wynik     | Bilans | Przeciwnik (bilans przed walką) | Rozstrzygnięcie                | Runda | Czas | Rozgrywki                                      | Data       | Miejsce              | Uwagi                                                                                    |
| --------- | ------ | ------------------------------- | ------------------------------ | ----- | ---- | ---------------------------------------------- | ---------- | -------------------- | ---------------------------------------------------------------------------------------- |
| Wygrana   | 11-4   | Jacek Jędraszczyk (9-4)         | TKO (ciosy pięściami)          | 1     | 1:54 | FEN 58: Bartnik vs. Jędraszczyk 2              | 01.03.2025 | Częstochowa          | Obronił pas mistrzowski FEN w wadze półśredniej. Main Event.                             |
| Wygrana   | 10-4   | Mansur Abdurzakow (11-4)        | KO (prawy sierpowy)            | 2     | 1:28 | FEN 57: Rzepecki vs. Jabłoński                 | 23.11.2024 | Piotrków Trybunalski | Zdobył pas mistrzowski FEN w wadze półśredniej. Bonus za nokaut wieczoru. Co-Main Event. |
| Wygrana   | 9-4    | Władimir Bykow (8-0)            | KO (prawy)                     | 1     | 2:59 | FEN 55: Abdurzakov vs. Pietrzak                | 15.06.2024 | Ostróda              | Bonus za nokaut wieczoru.                                                                |
| Wygrana   | 8-4    | Mohamed Zarey (5-0)             | KO (ciosy pięściami)           | 2     | 0:16 | FEN 48: Wójcik vs. Wieczorek                   | 18.08.2023 | Jastrzębie-Zdrój     | Bonus za nokaut wieczoru.                                                                |
| Wygrana   | 7-4    | Bartłomiej Dragański (4-0)      | Decyzja (jednogłośna)          | 3     | 5:00 | FEN 46: Kuberski vs. Wojciechowski             | 27.05.2023 | Piła                 | Bonus za walkę wieczoru.                                                                 |
| Przegrana | 6-4    | Jacek Jędraszczyk (8-4)         | Decyzja (jednogłośna)          | 3     | 5:00 | FEN 44: Orlen Paliwa Fight Night               | 28.01.2023 | Ostrów Wielkopolski  | Bonus za walkę wieczoru.                                                                 |
| Przegrana | 6-3    | Szymon Dusza (10-7)             | TKO (kolana i ciosy pięściami) | 2     | 1:40 | FEN 40: Energa Fight Night Ostróda             | 18.06.2022 | Ostróda              | Debiut w FEN.                                                                            |
| Przegrana | 6-2    | Axel Sola (1-0)                 | Decyzja (jednogłośna)          | 3     | 5:00 | Brave CF 54                                    | 25.09.2021 | Konin                | Debiut w Brave CF.                                                                       |
| Wygrana   | 6-1    | Samir Kadi (2-0)                | Decyzja (jednogłośna)          | 3     | 5:00 | Rocky Warriors Cartel 4                        | 22.02.2020 | Dąbrowa Górnicza     |                                                                                          |
| Wygrana   | 5-1    | Adrian Dudek (3-0)              | Decyzja (niejednogłośna)       | 3     | 5:00 | Zagłębiowski Horror Show 3                     | 23.11.2019 | Sosnowiec            |                                                                                          |
| Wygrana   | 4-1    | Robert Adamczyk (4-10-1)        | Decyzja (jednogłośna)          | 3     | 5:00 | Rocky Warriors Cartel 2: Turniej Wagi Ciężkiej | 13.04.2019 | Golina               |                                                                                          |
| Wygrana   | 3-1    | Adrian Grzelak (0-0)            | Decyzja (jednogłośna)          | 3     | 5:00 | Zagłębiowski Horror Show 2                     | 27.01.2019 | Sosnowiec            |                                                                                          |
| Wygrana   | 2-1    | Dawid Kosiorek (0-0)            | TKO (ciosy pięściami)          | 3     | 2:47 | Ludus Arena 1                                  | 29.09.2018 | Żuromin              |                                                                                          |
| Wygrana   | 1-1    | Ashley Gibson (2-8)             | KO (cios)                      | 1     | N/A  | Risk Fight League 1                            | 26.05.2018 | Leeds                | Co-Main Event.                                                                           |
| Przegrana | 0-1    | Krystian Bielski (1-0)          | Decyzja (jednogłośna)          | 3     | 5:00 | Young Blood Night Vol. 10                      | 23.09.2017 | Kędzierzyn-Koźle     | Debiut w zawodowym MMA. Pojedynek w wadze średniej.                                      |